# Еддівілл (Кентуккі)
Еддівілл (англ. Eddyville) — місто (англ. city) в США, в окрузі Лайон штату Кентуккі. Населення — 2375 осіб (2020).

## Географія
Еддівілл розташований за координатами 37°4′32″ пн. ш. 88°4′30″ зх. д. / 37.07556° пн. ш. 88.07500° зх. д. (37.075522, -88.074905).  За даними Бюро перепису населення США в 2010 році місто мало площу 20,29 км², з яких 17,87 км² — суходіл та 2,43 км² — водойми.

## Демографія
Згідно з переписом 2010 року, у місті мешкали 2554 особи в 790 домогосподарствах у складі 468 родин. Густота населення становила 126 осіб/км².  Було 918 помешкань (45/км²).
Расовий склад населення:
| - 83,7 % — білих - 13,9 % — чорних або афроамериканців - 0,3 % — азіатів - 0,2 % — корінних американців |

До двох чи більше рас належало 1,4 %. Частка іспаномовних становила 1,5 % від усіх жителів.
За віковим діапазоном населення розподілялося таким чином: 14,6 % — особи молодші 18 років, 72,6 % — особи у віці 18—64 років, 12,8 % — особи у віці 65 років та старші. Медіана віку мешканця становила 40,4 року. На 100 осіб жіночої статі у місті припадало 184,4 чоловіків;  на 100 жінок у віці від 18 років та старших — 199,6 чоловіків також старших 18 років.
Середній дохід на одне домашнє господарство  становив 40 362 долари США (медіана — 28 594), а середній дохід на одну сім'ю — 54 623 долари (медіана — 50 040). Медіана доходів становила 27 604 долари для чоловіків та 32 277 доларів для жінок. За межею бідності перебувало 26,7 % осіб, у тому числі 31,6 % дітей у віці до 18 років та 13,1 % осіб у віці 65 років та старших.
Цивільне працевлаштоване населення становило 635 осіб. Основні галузі зайнятості: виробництво — 16,1 %, публічна адміністрація — 15,7 %, освіта, охорона здоров'я та соціальна допомога — 15,0 %.